# Djupfokus

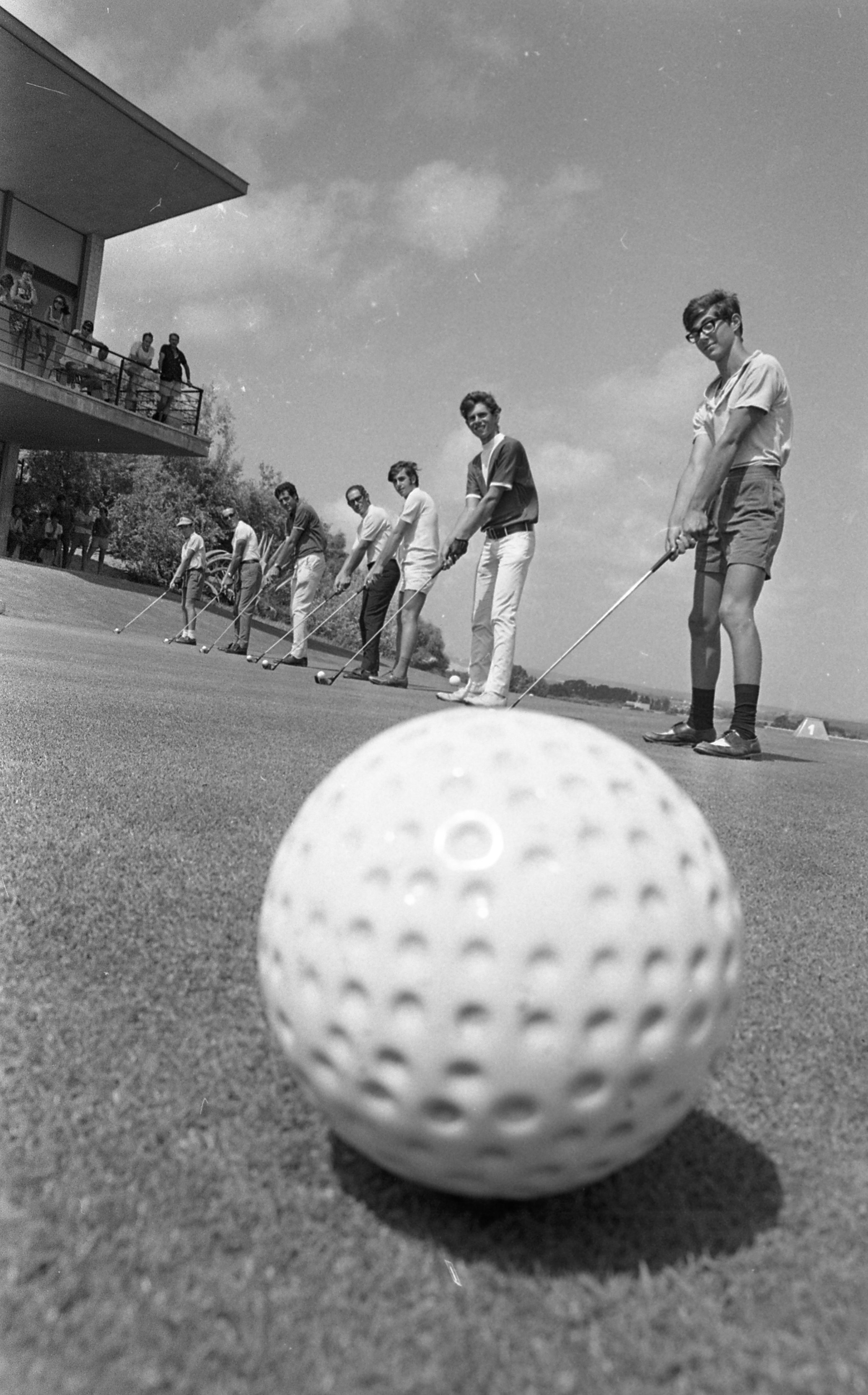
Exempel på djupfokus

Djupfokus eller djupskärpa är användningen av långt skärpedjup inom filmkonst. Där lägger inte fokus skärpa på något speciellt i bilden utan behåller skärpan i hela bilden. Genom att använda en liten bländaröppning eller ett vidvinkelobjektiv blir hela bilden skarp. Detta användes bland annat i hela filmen Citizen Kane.